# Ubisoft Montreal
Ubisoft Montréal — студія розробників ігор, розташована у Квебеку (Канада). Заснована як дочірня компанія Ubisoft у 1997 році. Спочатку розвивала малі проєкти, а нині є однією з найбільших у світі студій розробників ігор, що нараховує понад 1800 працівників, відповідає за розвиток серій ігор Splinter Cell, Prince of Persia та Assassin's Creed.

## Історія
Спочатку студія працювала над створенням дитячих ігор, таких, як Donald Duck: Goin' Quackers та ігор на основі Playmobil іграшок. Проте у 2000 році студія почала роботу над грою під назвою Tom Clancy's Splinter Cell. І в день її релізу в листопаді 2002 року, Splinter Cell була зустрінута з захопленням. IGN дала нагороду «найкраща гра на Xbox 2002 року» і написала у своєму рев'ю, що це гра, яка дозволить Ubisoft Montréal стати однією з ключових фігур на ринку розробників комп'ютерних ігор.
У 2005 році уряд Квебеку дав Ubisoft 5 млн доларів США для розширення студії. Згодом ця сума була збільшена до 19 млн доларів США, і в даний час планується розширення компанії на 1400 нових співробітників до 2013 року, що зробить Ubisoft Montréal однією з найбільших студій розробників ігор.
Свого часу Мартін Трамбле, перебуваючи на посаді головного операційного директора, був проти конкуренції, значною мірою через інцидент, у якому Electronic Arts найняла деяких співробітників Ubisoft Montréal в нововідкриту студію EA Montréal. За іронією долі, коли Трамбле був звільнений з Ubisoft у 2006 році й став президентом Worldwide Studios, що належить Vivendi Games, він був позбавлений можливості приймати нові рішення відповідно до постанови суду, що призводить до виконання статті про заборону конкуренції в його контракті з Ubisoft.
Після від'їзду Трамбле Yannis Mallat, розробник Ubisoft Montréal серії ігор Prince of Persia, став новим генеральним директором, а також замінив Трамбле в ролі головного операційного директора.

## Ігри що вже вийшли
| Гра                                      | Рік виходу | Платформи                                                                                             |
| ---------------------------------------- | ---------- | --- |
| Tonic Trouble                            | 1999       | PC, Nintendo 64                                                                                       |
| Donald Duck: Goin' Quackers              | 2000       | PC, GameCube, PlayStation, PlayStation 2                                                              |
| Tom Clancy's Splinter Cell               | 2002       | Xbox, PC, PlayStation 2                                                                               |
| Tom Clancy's Rainbow Six 3: Raven Shield | 2003       | PC, GameCube, PlayStation 2, Xbox                                                                     |
| Batman: Rise of Sin Tzu                  | 2003       | GameCube, PlayStation 2, Xbox                                                                         |
| Prince of Persia: The Sands of Time      | 2003       | PC, GameCube, PlayStation 2, Xbox                                                                     |
| XIII                                     | 2003       | PC, GameCube, PlayStation 2, Xbox                                                                     |
| Myst IV: Revelation                      | 2004       | PC, Xbox                                                                                              |
| Prince of Persia: Warrior Within         | 2004       | PC, GameCube, PlayStation 2, Xbox, PlayStation Portable                                               |
| Tom Clancy's Rainbow Six 3: Black Arrow  | 2004       | Xbox                                                                                                  |
| Far Cry Instincts                        | 2005       | Xbox                                                                                                  |
| Prince of Persia: The Two Thrones        | 2005       | PC, GameCube, PlayStation 2, Xbox                                                                     |
| Tom Clancy's Splinter Cell: Chaos Theory | 2005       | PC, GameCube, PlayStation 2, Xbox                                                                     |
| Far Cry: Instincts — Evolution           | 2006       | Xbox                                                                                                  |
| Tom Clancy's Splinter Cell: Double Agent | 2006       | GameCube, PlayStation 2, Xbox, Wii                                                                    |
| Tom Clancy's Rainbow Six: Vegas          | 2006       | PC, PlayStation Portable, PlayStation 3, Xbox 360                                                     |
| TMNT                                     | 2007       | GameCube, Nintendo DS, PC, PlayStation Portable, PlayStation 2, Game Boy Advance, Wii, Xbox, Xbox 360 |
| Assassin's Creed                         | 2007       | PC, PlayStation 3, Xbox 360                                                                           |
| My Word Coach                            | 2007       | Wii, Nintendo DS                                                                                      |
| Naruto: Rise of a Ninja                  | 2007       | Xbox 360                                                                                              |
| Lost: Via Domus                          | 2008       | PC, PlayStation 3, Xbox 360                                                                           |
| Tom Clancy's Rainbow Six: Vegas 2        | 2008       | PC, PlayStation 3, Xbox 360                                                                           |
| Far Cry 2                                | 2008       | PC, PlayStation 3, Xbox 360                                                                           |
| Shaun White Snowboarding                 | 2008       | Wii, PC, PlayStation 3, Xbox 360, PlayStation Portable                                                |
| Naruto: The Broken Bond                  | 2008       | Xbox 360                                                                                              |
| Prince of Persia                         | 2008       | PC, PlayStation 3, Xbox 360                                                                           |
| Assassin's Creed II                      | 2009       | PC, PlayStation 3, Xbox 360                                                                           |
| James Cameron's Avatar: The Game         | 2009       | PlayStation 3, Xbox 360, Wii, PC                                                                      |
| Shaun White Snowboarding: World Stage    | 2009       | Wii                                                                                                   |
| Tom Clancy's Splinter Cell: Conviction   | 2010       | PC, Xbox 360                                                                                          |
| Prince of Persia: The Forgotten Sands    | 2010       | PlayStation 3, Xbox 360, Wii, PC, NDS, PSP                                                            |
| Prince of Persia Trilogy                 | 2010       | PlayStation 3                                                                                         |
| Shaun White Skateboarding                | 2010       | PlayStation 3, Xbox 360, Wii, PC                                                                      |
| Assassin's Creed: Brotherhood            | 2010       | PlayStation 3, Xbox 360, PC                                                                           |
| Tom Clancy's Splinter Cell 3D            | 2011       | Nintendo 3DS                                                                                          |
| Michael Jackson: The Experience          | 2011       | PlayStation 3, Xbox 360                                                                               |
| Assassin's Creed: Revelations            | 2011       | PlayStation 3, Xbox 360, PC                                                                           |
| Assassin's Creed III                     | 2011       | PlayStation 3, Xbox 360, PC                                                                           |
| Far Cry 3                                | 2012       | PlayStation 3, Xbox 360, PC                                                                           |
| Assassin's Creed IV: Black Flag          | 2013       | PlayStation 3, Xbox 360, PC                                                                           |
| Watch Dogs                               | 2013       | PlayStation 3, PlayStation 4 , Xbox 360, PC                                                           |
| Far Cry 4                                | 2014       | PlayStation 3, Xbox 360, PC, PlayStation 4, Xbox 720                                                  |
| The Mighty Quest for Epic Loot           | 2015       | PlayStation 3, Xbox 360, PC                                                                           |
| Far Cry Primal                           | 2016       | PlayStation 4, Xbox One, Microsoft Windows                                                            |
| Watch Dogs 2                             | 2016       | PlayStation 4, Xbox One, Microsoft Windows                                                            |
| For Honor                                | 2017       | PlayStation 4, Xbox One, Microsoft Windows                                                            |